# 아무노래
아무노래는 대한민국의 래퍼 지코가 자신의 세 번째 EP Random Box(2020년)를 위해 녹음한 노래이다. 디지털 다운로드와 스트리밍용으로 2020년 1월 13일 KOZ 엔터테인먼트와 카카오엠을 통해 싱글로 발매되었다.

## 곡 목록
- 디지털 다운로드 / 스트리밍[1]

1. "아무노래(Any Song)"  – 3:47

## 인증
| 국가                        | 인증     | 판매량/출하량 |
| 스트리밍                    | 스트리밍 | 스트리밍      |
| --------------------------- | -------- | ------------- |
| 대한민국 (KMCA)             | 플래티넘 | 100,000,000   |
| 스트리밍을 기반으로 한 인증 |          |               |

## 같이 보기
- 2020년 가온 디지털 차트 1위 목록
- 코리아 K-Pop 핫 100 1위 목록